# If (canção de Janet Jackson)
"If" é uma canção da cantora norte-americana Janet Jackson lançada como segundo single de seu quinto álbum de estúdio, Janet (1993), em julho do mesmo ano. Escrita e produzida por Janet, Jimmy Jam e Terry Lewis, se tornou o segundo hit top 5 do álbum.

## Informações
A faixa contém uma amostra de "Someday We'll Be Together", canção de 1969 de Diana Ross & the Supremes, e sua melodia é sobre um riff de guitarra heavy metal ouvido por toda a canção. A combinação de new jack swing e guitarra elétrica foi uma partida relativa no som de Jackson, e uma extensão de estilos que desenvolveu em seu álbum anterior, Janet Jackson's Rhythm Nation 1814.
Jackson cantou a música como um medley com "That's the Way Love Goes" no MTV Video Music Awards de 1993, a gravação de áudio que aparece na edição de edição limitada de disco duplo de Janet. Um remix de "If" por Brothers in Rhythm intitulado House Mix aparece em seu álbum de 1995, Janet Remixed.
No lado-B do single, tem "One More Chance", um cover de uma canção que seu irmão Randy Jackson escreveu, produziu e cantou para o álbum Victory de 1984 dos The Jacksons.
Janet cantou tal música em todas as suas turnês.

## Videoclipe
O videoclipe de "If" se passa em uma discoteca asiática futurista. O vídeo é uma metáfora elaborada para as mensagens de fantasia sensual, desejo e voyeurismo que a canção apresenta. Foi dirigido por Dominic Sena, que já trabalhou com Jackson em seus videoclipes de Janet Jackson's Rhythm Nation 1814. O vídeo ganhou o Video Music Award de 1994 para Melhor Vídeo Feminino. Naquele mesmo ano ela também ganhou um Billboard Music Award de Dance Clip do ano. O vídeo é apresentado na compilação de vídeo de 2004 de Jackson From janet. to Damita Jo: The Videos. Uma versão mais alternativa do vídeo, a "All Dance Version", que se centra na performance de Jackson na dança, foi lançado exclusivamente no VHS janet. em 1994, mas mais tarde foi incluído no relançamento de 2001 do álbum All for You.

## Paradas
| Parada (1993)                    | Posição |
| -------------------------------- | ------- |
| Australian Singles Chart         | 18      |
| Belgian Singles Chart (Flanders) | 31      |
| Canadian Singles Chart           | 1       |
| Dutch Top 40                     | 10      |
| Finnish Singles Chart            | 12      |
| French Singles Chart             | 63      |
| German Singles Chart             | 25      |
| New Zealand Singles Chart        | 8       |
| Swedish Singles Chart            | 19      |
| Swiss Singles Chart              | 27      |
| UK Singles Chart                 | 14      |
| Billboard Hot 100                | 4       |
| Billboard Hot R&B/Hip-Hop Songs  | 3       |
| Billboard Hot Dance Club Play    | 1       |